# Stanislav Zore

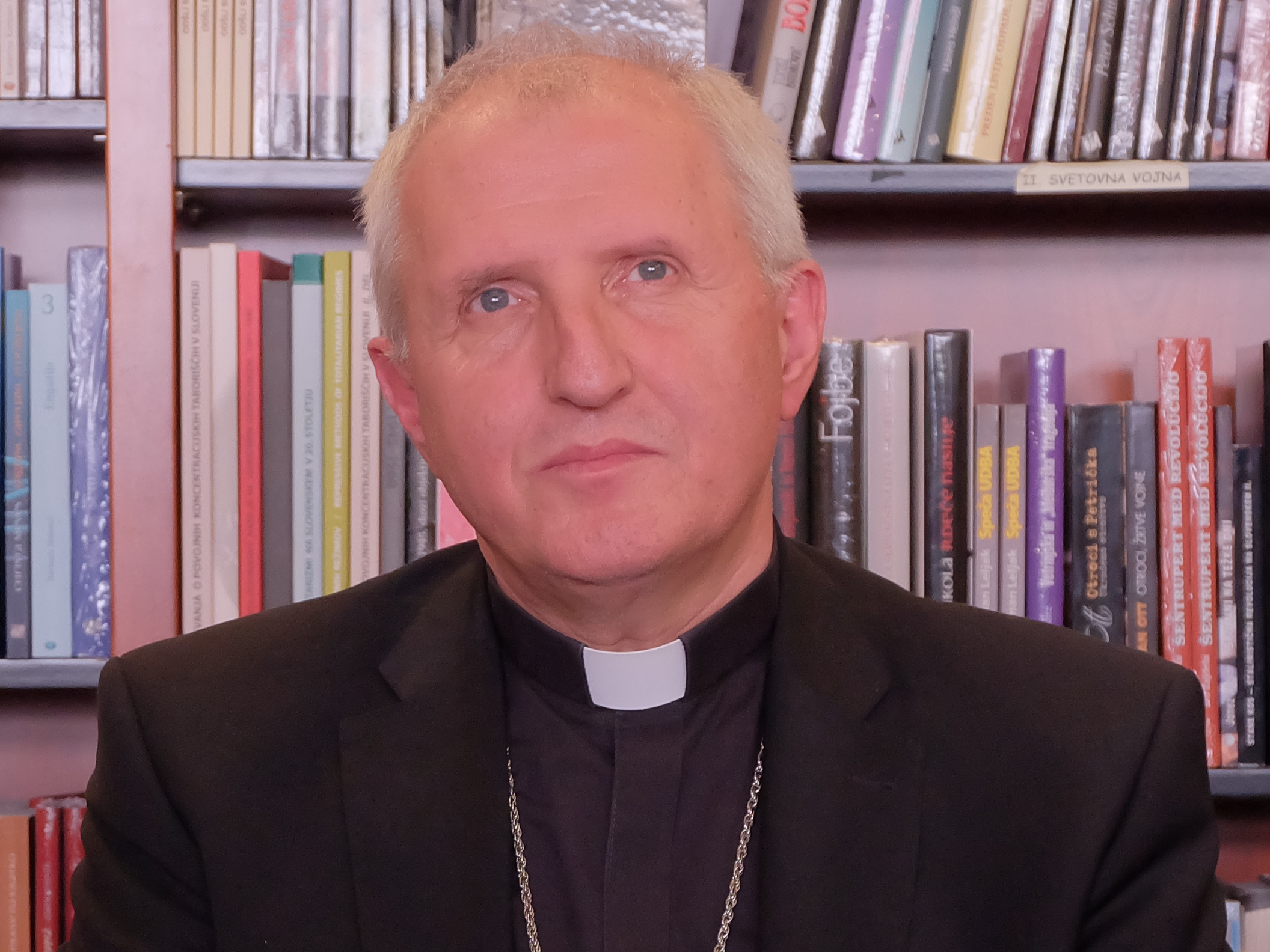
Erzbischof Stanislav Zore (2015)

Erzbischofswappen

Stanislav Zore OFM, auch Stane Zore (* 7. September 1958 in Sela pri Kamniku, Jugoslawien) ist ein slowenischer Geistlicher und römisch-katholischer Erzbischof von Ljubljana.

## Leben
Stanislav Zore trat dem Franziskanerorden bei und legte am 4. Oktober 1984 die Profess ab. Am 29. Juni 1985 empfing er das Sakrament der Priesterweihe.
Am 4. Oktober 2014 ernannte ihn Papst Franziskus zum Erzbischof von Ljubljana. Die Bischofsweihe empfing er am 23. November desselben Jahres durch den Apostolischen Nuntius in Slowenien, Erzbischof Juliusz Janusz. Mitkonsekratoren waren der Bischof von Novo Mesto, Andrej Glavan, und der Bischof von Celje, Stanislav Lipovšek. Sein Wahlspruch Veselite se v Gospodu (deutsch: Freut Euch im Herrn) entstammt dem Brief des Paulus an die Philipper Phil 4,4 .
Im September 2015 wurde Stanislav Zore in Rom von Kardinal-Großmeister Edwin Frederick O’Brien zum Großoffizier ernannt und in den Päpstlichen Ritterorden vom Heiligen Grab zu Jerusalem investiert sowie gleichzeitig zum Großprior der Statthalterei Slowenien bestellt.